# Tajar Zavalani
Tajar Zavalani, né le 15 août 1903 à Korçë et mort le 19 août 1966 au Royaume-Uni, est un historien, traducteur et journaliste albanais.

## Biographie
Tajar Zavalani est né le 15 août 1903 à Korçë. Il étude le français à Thessalonique. En 1922 il devient fonctionnaire avec Sejfulla Malëshova (en) en tant que secrétaire de Xhafer Villa (pl) (1889-1938).